# 松岡阜
松岡 阜（まつおか ゆたか、1923年2月12日 - 2008年5月9日）は日本の彫刻家。大阪府出身。

## 来歴・人物
東京美術学校彫刻科を卒業。平櫛田中に師事し、写実的な作風を受け継いだ。
1955年、行動美術協会に入会。1956年、行動美術賞を受賞した。
代表作は、阪神甲子園球場敷地内に建つ「野球王ベーブ・ルースの碑」レリーフ（ブロンズ製・縦90cm・横90cm）。プロ野球選手ベーブ・ルースが他界した翌年の1949年、同球場が彼の来場した史実を記念して松岡に依頼し制作された。なお2005年、ルースの生誕地であるアメリカ合衆国メリーランド州ボルチモアに「総合スポーツ記念館」が開館し、ルースの生家にある記念館が移設された際、阪神球団は松岡が保管していたオリジナルより作成されたレプリカを同記念館に寄贈している。

## 受賞歴
- 行動美術賞 1956年

## 主な作品
- 阪神甲子園球場 「野球王ベーブ・ルースの碑」レリーフ
- フェスティバルホール 壁面女人像
- 中之島ガーデンブリッジ 「そよかぜ」

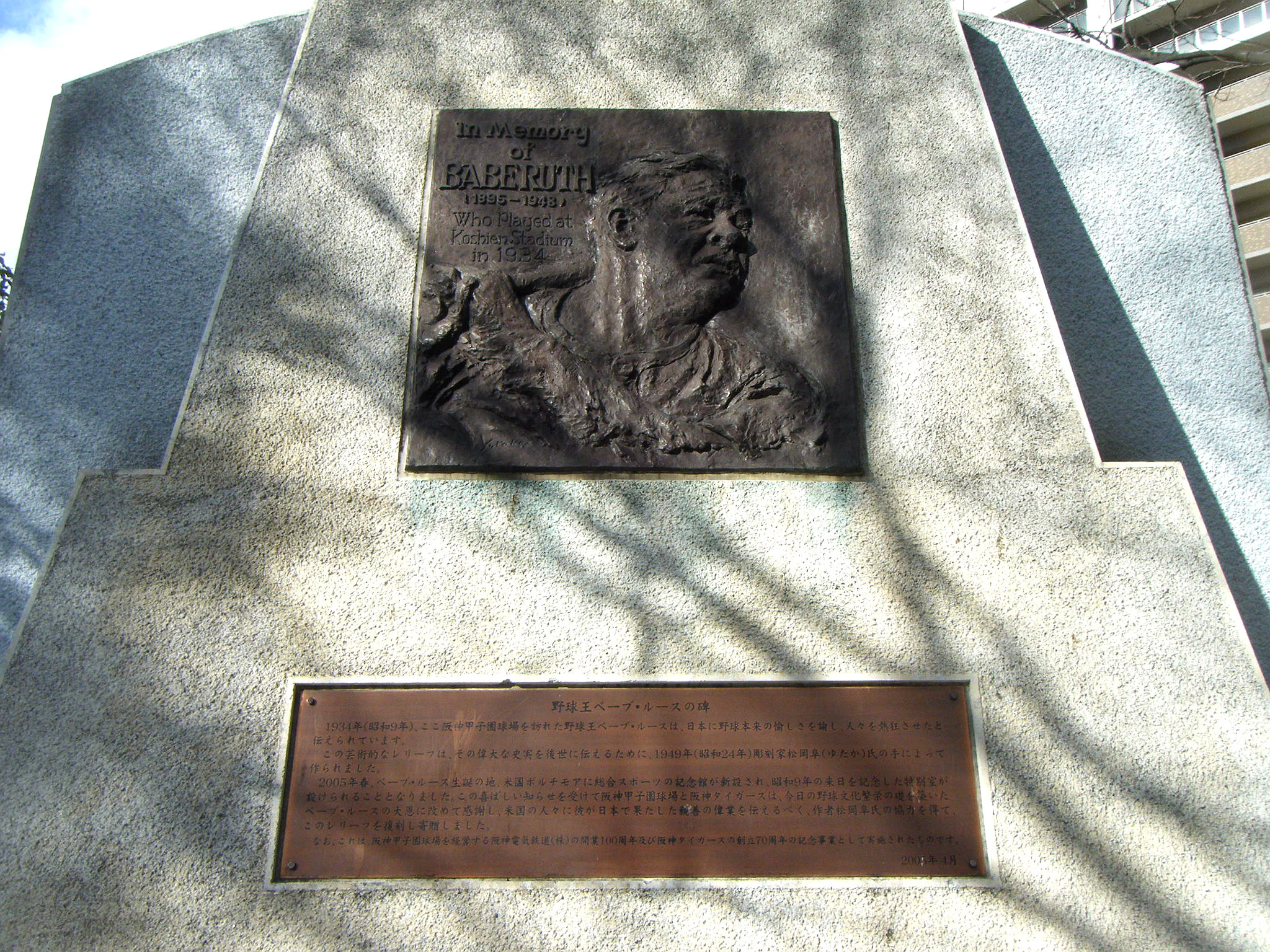
「野球王ベーブ・ルースの碑」レリーフ
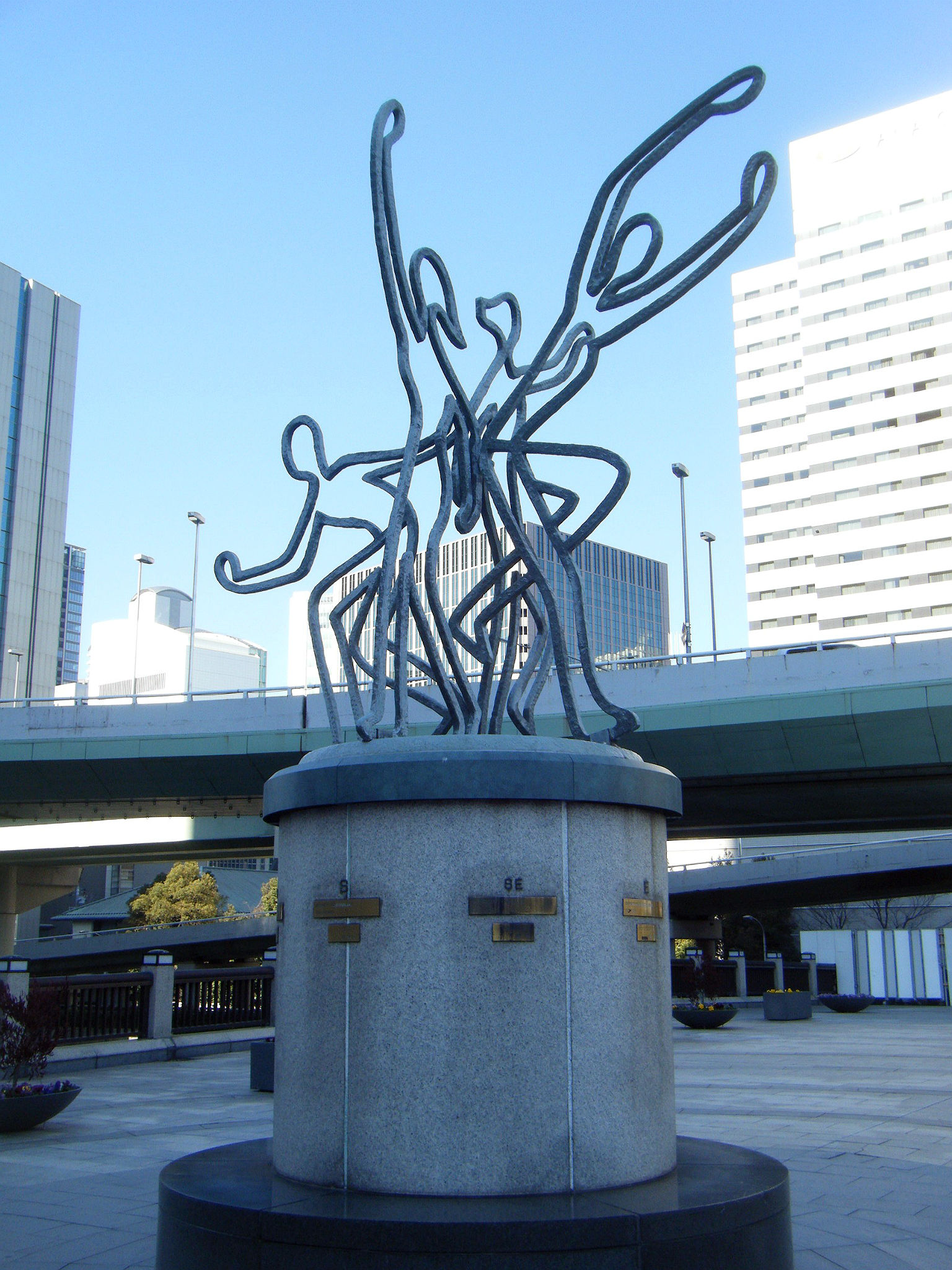
「そよかぜ」